# Переход Ганнибала через Альпы
Переход Ганнибала через Альпы (2-я пол. октября 218 года до н. э.) — одно из важнейших событий Второй Пунической войны; считается одним из самых примечательных достижений в военном деле времён античности. Переход через Альпы позволил Ганнибалу неожиданно для римлян привести карфагенскую армию в Италию, развязав, таким образом, военные действия на основной территории Римской республики.

## Датировка
Полибий говорит, что Ганнибал достиг перевала в Альпах «незадолго до захода Плеяд». Ливий пишет, по большей части повторяя Полибия:
«На девятый день достигли они альпийского перевала, часто пролагая себе путь по непроходимым местностям и несколько раз сбиваясь с дороги: то их обманывали проводники, то они сами, не доверяя им, выбирали путь наугад и заходили в глухие долины. В продолжение двух дней они стояли лагерем на перевале; воинам, утомлённым работами и битвами, было дано время отдохнуть; а несколько вьючных животных, скатившихся прежде со скал, ступая по следам войска, пришли в лагерь. Воины всё ещё были удручены обрушившимися на них несчастьями, как вдруг, к их ужасу, в ночь заката Плеяд выпал снег. На рассвете лагерь был снят и войско лениво двинулось вперёд по дороге, на всем протяжении занесённой снегом; у всех на лице лежал отпечаток тоски и отчаяния».
Согласно Варрону:
«Для более точного деления времени нужно учитывать некоторые явления, сообразуясь с которыми год делится на восемь частей: первая — от фавония до весеннего равноденствия — имеет 45 дней отсюда до восхода Вергилий 44 дня; от их восхода до солнцестояния 48 дней, от него до появления Пса 27 дней, затем до осеннего равноденствия 67 дней, отсюда до захода Вергилий 32 дня, от их захода до зимнего солнцеворота 57 дней, от него до фавония 45 дней».
Плеяды у римлян назывались Вергилии. Следовательно, Ганнибал достиг перевала на 9-й день восхождения за 2 дня до захода Плеяд, и спустя два дня, на следующий день после захода плеяд, начал спуск. Всего переход Ганнибала через Альпы занял 15 дней.
Таким образом, Ганнибал достиг перевала 23 октября. 24-25 октября он стоял лагерем на перевале, а 26 октября он начал спуск. Следовательно переход Ганнибала через Альпы пришелся примерно на 15-29 октября 218 года до н. э.

## Исторический фон
После поражения в морском сражении у Эгатских островов карфагеняне признали свое поражение в Первой Пунической войне. Гамилькар Барка (отец Ганнибала), — выдающийся военачальник Первой Пунической войны и один из лидеров патриотической партии «Баркидов» стремился к реваншу за поражение Карфагена в Сицилии. Кроме того, карфагеняне (и Гамилькар лично) были озлоблены потерей Сардинии. После победы римляне пытались низвести Карфаген до состояния данника и одновременно лишить его флота. Карфаген был самым процветающим морским торговым портом того времени. Поэтому, несмотря на тяжелые условия мирного договора, римлянам не удалось полностью подорвать его военную мощь. Карфаген с легкостью выплачивал ежегодную дань, наложенную римлянами, несмотря на восстание наёмной армии, разразившееся после поражения в войне.
Партия Баркидов стремилась к завоеванию Иберии, богатой природными ресурсами, чтобы компенсировать потерю Сицилии. Кроме того, род Баркидов, — один из ведущих аристократических родов в патриотической партии, надеялся использовать Пиренейский полуостров как базу для будущей борьбы с Римом. Несмотря на возражения консервативной партии, Гамилькар в 238 году начал завоевание Пиренейского полуострова. Армия Гамилькара пересекла пролив в районе Геркулесовых столбов и в течение девяти лет вела боевые действия, захватив юго-восточную часть полуострова.
В 228 году Гамилькар погиб на глазах Ганнибала во время сражения с кельтами — аборигенами полуострова. Командующим армией был избран зять Гамилькара и член патриотической партии — Гасдрубал Красивый.
Вдоль восточного побережья Пиренейского полуострова cуществовал целый ряд греческих колоний, наиболее заметной из которых был Сагунт. Эти колонии выразили тревогу по поводу усиления карфагенской власти на полуострове. Для защиты греки из Сагунта обратились за поддержкой в Рим. Римляне послали в город свой гарнизон и одновременно направили послов Гасдрубалу в его штаб-квартиру в Картахене. Послы передали, что он не должен продвигаться далее реки Эбро, которую римляне считали допустимой границей владений Карфагена на полуострове. Заключение договора о границе состоялось в лагере Гасдрубала в 226 году.
Через пять лет Гасдрубала убил наёмный убийца. Офицеры карфагенского ограниченного контингента в Иберии выбрали своим командующим Ганнибала — 26-летнего сына Гамилькара. Выбор офицеров задним числом подтвердил карфагенский сенат. Приняв командование, Ганнибал заявил, что он собирается продолжить дело своего отца, а именно завоевать весь Иберийский полуостров, дойти до Италии и там нанести поражение Риму.
Первые два года Ганнибал потратил на укрепления своей власти и подавление восстаний, угрожавших карфагенским владениям на полуострове. Он разбил племя олкадов и захватил его столицу, Кальпе. Остальные племена были поражены силой и быстротой этой атаки и покорились Карфагену. Взяв дань с покоренных племен, Ганнибал увел свою армию обратно в Новый Карфаген и раздал часть добычи солдатам, обещая ещё большую добычу в будущем после победы над Римом. В течение следующих двух лет Ганнибал взял под контроль всю Иберию к югу от реки Эбро за исключением Сагунта, который находился под защитой Рима. Кроме Саугунта не подвластной Ганнибалу оставалась только территория современной Каталонии.

## Подготовка
Ганнибал отправил несколько посольств к галльским племенам, жившим на итальянской стороне Альп в долине реки По. Галлы, лишь недавно покоренные Римом, охотно согласились сотрудничать с Карфагеном и обещали Ганнибалу продовольствие и проводников для его армии.
Ганнибал имел некоторое представление об Альпах, в частности, он знал, что спуск в Италию был круче, чем подъём со стороны Испании. Это была одна из причин того, что ему были нужны проводники-галлы.
Римляне плохо обращались с галлами, раздавая их земли римским колонистам. Особенно довольны вторжением Ганнибала были инсубры, жившие в предгорьях Альп с итальянской стороны и бойи, жившие в долине реки По. Кроме того, большая часть Иберийского полуострова также была заселена галльскими племенами. Множество галлов служило и в армии Ганнибала. Поэтому найти общий язык с галлами Ганнибалу было несложно.

## Осада Сагунта
Окончив подготовку, Ганнибал решил спровоцировать на восстание жителей Сагунта и, таким образом, получить повод для войны с Римом. Начинать конфликт первым он не хотел и прибег к различным уловкам для того чтобы спровоцировать выступление греков. Однако жители Сагунта не поддались на провокации Ганнибала и лишь отправили послов с жалобой в Рим. Сенат в свою очередь отправил в Иберию комиссию с заданием уладить вопрос миром. Ганнибал встретил римлян откровенно грубо в надежде, что те в ответ объявят, наконец, войну. Однако римляне знали, что Ганнибал жаждал реванша, и войну объявлять не стали. Вместо этого комиссия отправила сообщение в Рим о том, что Ганнибал готовится к нападению. Сенат начал подготовку к отражению нападения: было спешно подавлено восстание в Иллирии и начато строительство нескольких новых крепостей на территории гальских племён.
Понимая, что достижение цели от него ускользает, Ганнибал послал в Карфаген, где у власти в это время была партия мира, известие о том, что жители Сагунта плохо обошлись с одним из дружественных Карфагену племён, после чего осадил Сагунт, не дожидаясь ответа от Карфагена. В Сенате прозвучали слова о том, что Ганнибал должен быть передан в руки римлян, а его действия осуждены. Однако народ Карфагена также жаждал реванша, и войну остановить не удалось.
Осада продолжалась восемь месяцев; римляне не оказали осажденным никакой помощи несмотря на то, что такая помощь была частью условий союза. Римляне были втянуты в войну против иллирийцев и не уделили карфагенской угрозе в Иберии того внимания, которого она заслуживала.
После взятия города Ганнибал продал всех жителей в рабство и раздал вырученные деньги солдатам. Часть трофеев, взятых в городе, он отправил в Карфаген и раздал населению, стремясь усилить поддержку своего плана. Сокровища городской казны были использованы для финансирования похода в Италию.

## Марш через Пиренеи

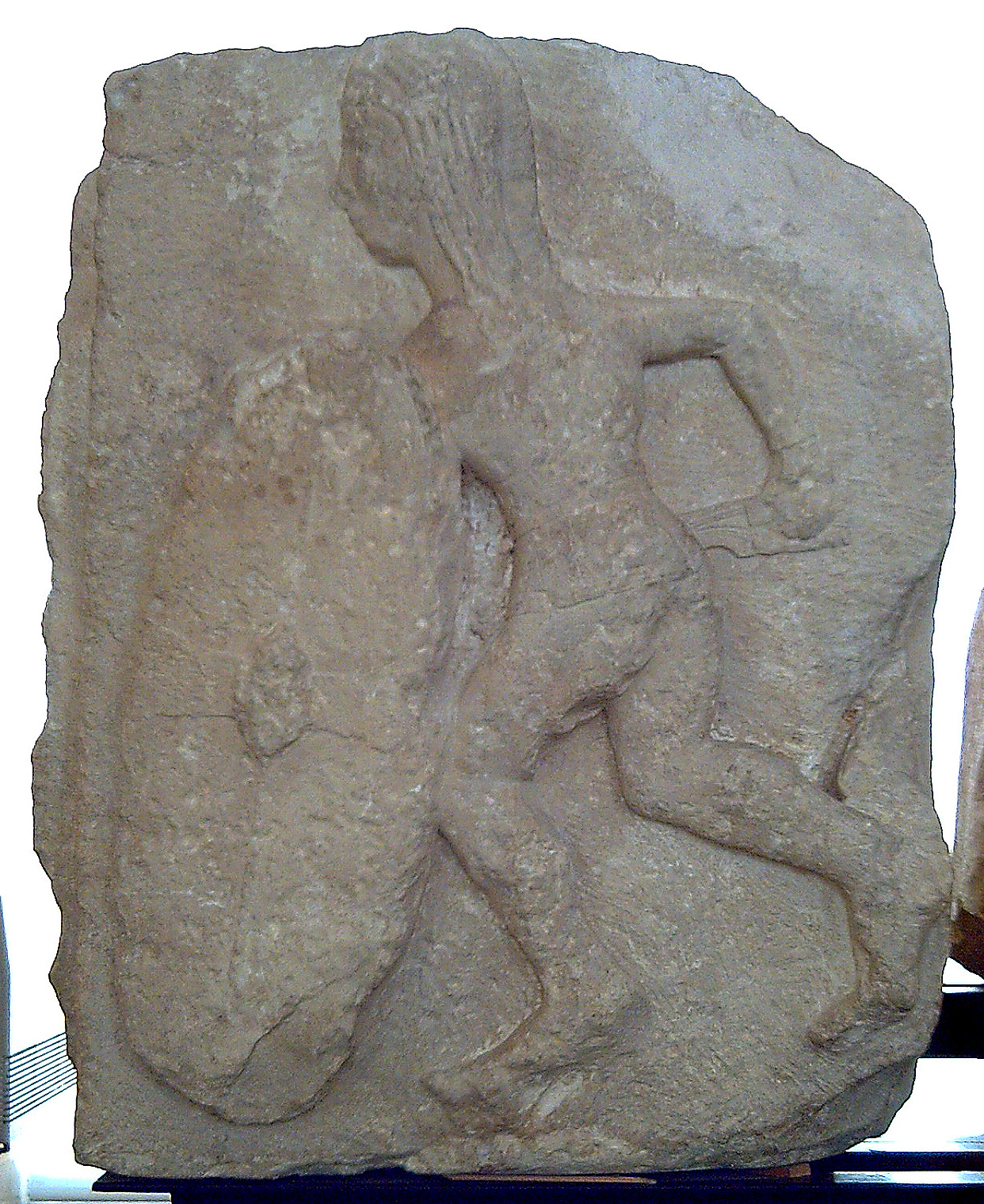
Иберийский воин. Барельеф около 200 г. до н. э. эры. Воин вооружен фалькатой и овальным щитом. Иберийские племена воевали по обе стороны Второй Пунической войны

Зиму после взятия Сагунта Ганнибал провел в Новом Карфагене. Армия была отпущена на зимние квартиры для отдыха перед предстоящим трудным походом. Командование войсками в Иберии Ганнибал поручил своему брату Гасдрубалу. Кроме того, он отправил солдат из числа иберийских племен в Африку, а на их место привез африканцев.
После получения от разведки сведений о маршруте и сообщений от кельтских племен, проживавших в предгорьях Альп, Ганнибал выступил в поход. Его силы состояли из 90 тысяч тяжелой пехоты и 12 тысяч кавалерии. На пути от Эбро до Пиренеев карфагеняне столкнулись с рядом местных племен и взяли несколько городов, названия которых не сохранились. Эта кампания была проведена достаточно быстро для того времени. Для охраны занятой территории Ганнибал оставил своего племянника Ганнона с 10 тыс. пехоты и 1 тыс. конницы.
Кроме того, 10 тыс. пехоты и 1 тыс. конницы он вернул в Иберию в качестве резерва для будущей кампании в Италии. Оставшаяся армия состояла из 50 тыс. пехоты и 9 тыс. конницы.
Основной колонной была правая. С ней шел сам Ганнибал, также в ней находились казна и обоз с запасами. Эта колонна перешла Эбро вблизи города Эдеба (Edeba) и двинулась вдоль побережья через кельтские поселения (оппидумы) Таррако, Баркино, Герунда (Gerunda), Эмпориа (Emporiae) и Иллиберис (Illiberis). Эти поселения были заняты, и в них были оставлены гарнизоны.
Вторая, или центральная колонна, пересекла Эбро в районе оппидума Мора. Эта колонна прошла через несколько долин, подавляя сопротивление местных племен, после чего соединилась с главной колонной.
Третья, или левая колонна, пересекла Эбро в месте слияния с рекой Сикорис (Sicoris) и двинулась вверх по долине этой реки. Она выполняла ту же задачу, что и первые две колоны. При планировании маршрутов колонн Ганнибал учитывал тот факт, что все три маршрута пересекались рекой Рубрукатус (Rubrucatus), что обеспечивало взаимную поддержку колонн в случае необходимости.
Кампания продолжалась в течение двух месяцев и дорого обошлась Ганнибалу: потери его армии составили 13 тыс. человек.

## Марш на Рону
Консул Публий Корнелий Сципион получил приказ Сената остановить Ганнибала в предгорьях Пиренеев. Для этой цели ему выделили 60 кораблей. Однако, когда войско римлян прибыло на место, выяснилось, что недавно покоренные галлы восстали, узнав о подходе Ганнибала. Прибыв морем в Массилию (нынешний Марсель), римляне обнаружили, что Ганнибала уже нет в Каталонии: его армия ушла на север и переправилась через Рону.

## Переправа через Рону

Боевые слоны Ганнибала на переправе через Рону. Картина Анри Мотта, 1878

Детали маршрута Ганнибала до сих пор являются предметом дискуссий, но все историки согласны с тем, где находился его лагерь при переходе через Рону. Подготовка к переправе заняла два дня.

На левом берегу Роны Ганнибала поджидало враждебное галльское племя каваров. Кавары расположились в укрепленном лагере и собирались напасть на карфагенян во время переправы. Зная об этом, Ганнибал отправил отряд во главе с Ганноном вверх по реке, с тем чтобы обойти каваров с тыла. Отряд прошёл около 40 км вверх по реке до места, где находится современный Пон-Сент-Эспри, где на реке был остров разделявший Рону на два нешироких рукава. Здесь карфагеняне переправились на другой берег и двинулись обратно к месту основной переправы армии.
Экспедиция Ганнона продолжалась три дня, которые армия Ганнибала потратила на подготовку к переправе. При этом подготовка велась намеренно шумно и без маскировки, чтобы привлечь внимание галлов. Через три дня отряд Ганнона скрытно подошёл к месту переправы и подал Ганнибалу условный знак. Ганнибал приказал начинать переправу. Между тем отряд Ганнона изготовился для атаки на каваров.

Когда армия Ганнибала уже достигла середины реки, и кавары вышли из своих укреплений к месту высадки, отряд Ганнона нанес удар им в тыл. При этом часть его воинов ударила по укреплениям каваров и подожгла их, а другая атаковала тех, кто собрался на берегу в месте высадки. Часть каваров бросилась на защиту лагеря, другая же осталась на месте и оказалась зажатой между силами Ганнона и армией Ганибала. Ганнибал переправился на одной из первых лодок и лично повел своих солдат в атаку. Попавших в окружение каваров охватила паника, и их сопротивление было быстро сломлено. Вся операция по переправе через Рону заняла пять дней.

## От Роны до Альп

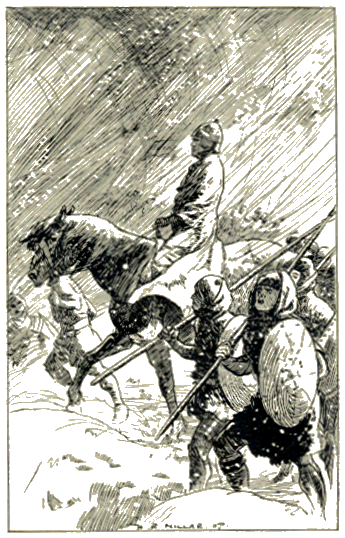
Переход через Альпы был нелегким

Ганнибал, знал что перейти Альпы нужно до наступления зимы, поскольку к весне римляне уже собрали бы новую армию на италийской стороне. В свою очередь, римский консул в Иберии узнав, что Ганнибал подошёл к Роне отправил на перехват свои войска по реке на небольших судах. Однако римляне добрались до места переправы слишком поздно.

Подойдя к предгорьям Альп, Ганнибал встретился с вождем галльского племени бойев Магилусом (Magilus) и вождями других небольших галльских племен, живших в долине реки По. Цель Ганнибала заключалась в том, чтобы показать своим солдатам поддержку со стороны местных племен. Говоря через переводчика, Магилус сказал, что галлы готовы оказать поддержку карфагенянам против недавно покоривших их римлян. Затем к солдатам обратился с речью и сам Ганнибал, вдохновляя их на трудный переход.
Ганнибал приказал пехоте двигаться вперед на Инсулу, а кавалерию оставил в арьергарде на случай нападения римлян. Сам он также двигался в замыкающей части армии вместе с отрядом боевых слонов.
Марш продолжался шесть дней, при средне-дневном переходе около 20 миль в день. Всего за шесть дней армия прошла примерно 120 км.
Когда армия вошла на территорию галльского племени инсула, Ганнибал встретился с вождем по имени Бранкус (Brancus) и заключил с ним союз. Галлы дали продовольствие, проводников и защиту от других местных племен. В результате, Ганнибалу не пришлось больше отбиваться от аборигенов.

## Подъём на Альпы

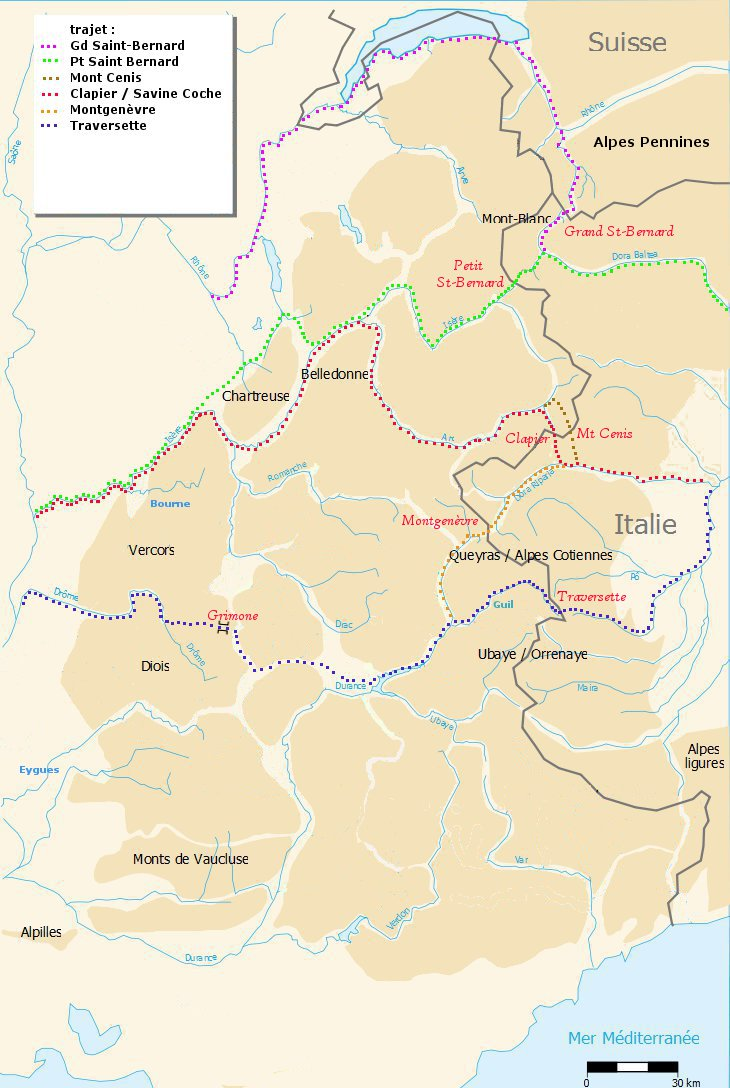
Возможные маршруты перехода Ганнибала через Альпы. Вариант Полибия показан зелёным.

По данным историка Теодора Доджа, Ганнибал двинулся в направлении вершины Дю Ша (Du Chat) в сторону деревни Aquste, а оттуда через Chevelu на перевал Дю Ша. Там он обнаружил, что проход был закрыт укреплением племени аллоброгов. Разведка выяснила, что воины аллоброгов находились в укреплении только днём, а на ночь уходили. Для того, чтобы ввести аллоброгов в заблуждение Ганнибал приказал развести костры, имитирующие ночевку армии. Однако как только аллоброги покинули свои позиции, Ганнибал послал штурмовые отряды, которые захватили укрепления, открыв таким образом дорогу через перевал.
На спуске с перевала армия была атакована местным племенем, но эта атака была успешно отбита благодаря предусмотрительности Ганнибала. Была потеряна часть вьючных животных. С перевала армия спустилась в долину примерно в районе современного города Le Bourget-du-Lac.
В долине Ганнибал захватил поселение горцев в районе современного Шамбери и сжег его в назидание другим племенам, которые вздумали бы оказать сопротивление. В поселении были захвачены запасы продовольствия и вьючные животные, послужившие затем взамен потерянных на перевале.
В долине Ганнибал остановился лагерем, чтобы дать армии набраться сил перед предстоящим переходом.
В районе современного Альбервиля карфагеняне встретились с кельтским племенем центронов. Центроны принесли богатые дары, в том числе привели стадо коров. Кроме того, по обычаю горцев, они дали заложников в знак своих мирных намерений. Ганнибал заподозрил центронов в коварстве, но виду не подал. В течение двух дней армия шла с проводниками-центронами. По данным Теодора Доджа, они прошли через перевал Малый Сен-Бернар недалеко от деревни Сеез. В этом месте долина сужалась, и центроны устроили здесь засаду.

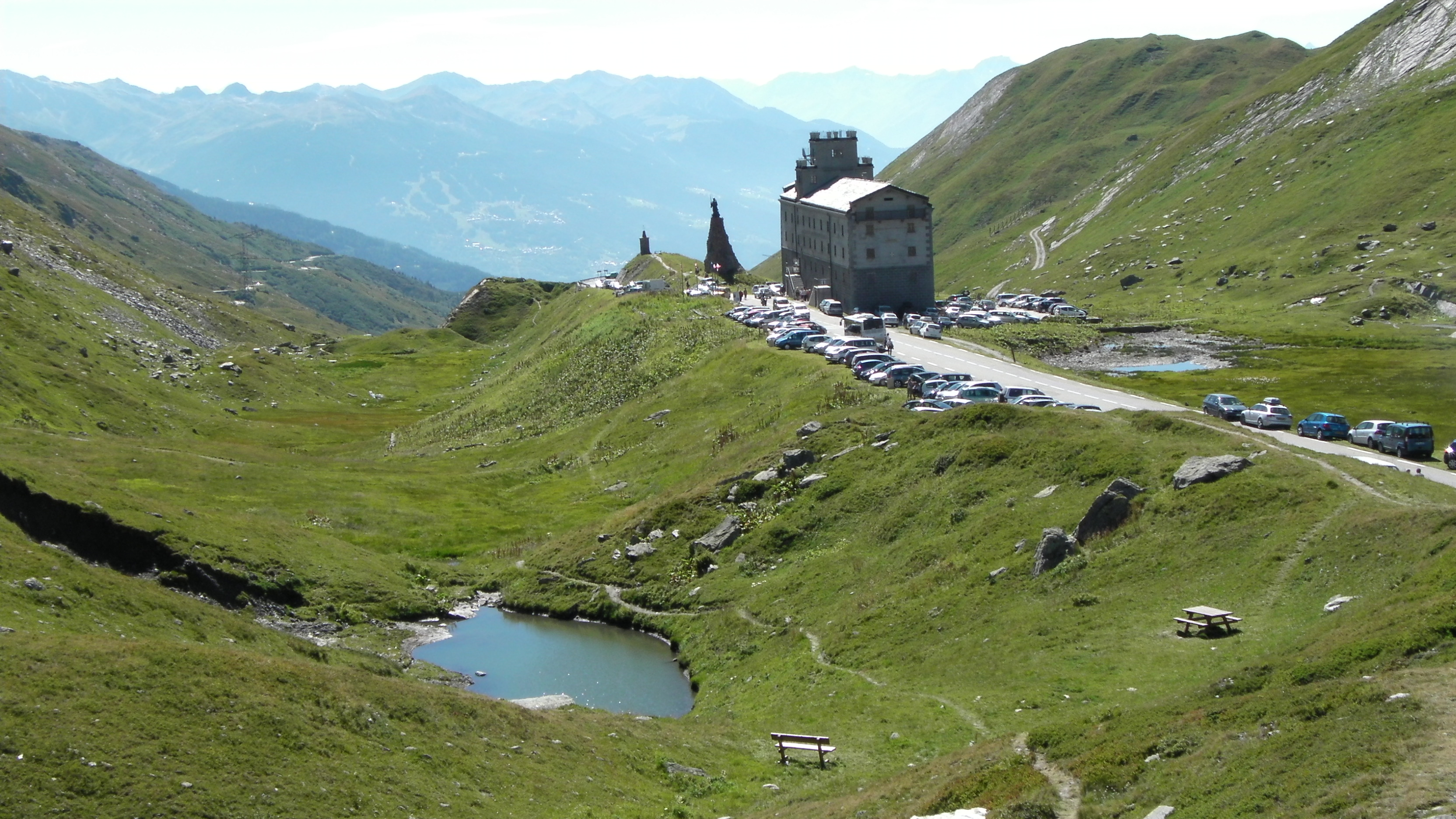
Перевал Малый Сен-Бернар — один из возможных маршрутов армии Ганнибала

План центронов состоял в том, чтобы пропустить половину армии и напасть на арьергард, разрезав, таким образом, колонну пополам. Ганнибал заподозрил измену и поставил обоз не позади колонны войск, а впереди под охраной кавалерии. Сам же с тяжелой пехотой шел в арьергарде. Воины центронов расположились на склонах гор, так что армия Ганнибала шла ниже, по краю пропасти. Сталкивая сверху тяжелые валуны, центронам удалось сбросить в пропасть множество вьючных животных. Однако арьергард не стал входить в узкий проход и занял оборону, успешно сдерживая нападавших. Авангард же укрылся за большой скалой, где и провел наступившую ночь.
Уильям Брокедон, исследовавший поход Ганнибала через Альпы, описывает эту скалу как «огромный массив гипса, … прикрывающий тропу через перевал». К утру центроны незаметно отступили.
После прохода через перевал армия получила двухдневный отдых. Близился ноябрь и в горах выпал первый снег. Поход уже длился больше пяти месяцев, потери росли. Большинство солдат Ганнибала, выходцы из Африки и Иберии, были непривычными к холодам; настроение в армии заметно упало. По данным Полибия, Ганнибал произнёс перед своими воинами горячую речь. Он сказал, что конец их страданиям уже близок: скоро они спустятся в долину реки По, где их ждут дружественные племена галлов. После двух дней отдыха армия начала спуск на равнину.

### Споры по поводу маршрута Ганнибала
Среди историков нет единства в вопросе о маршруте, которым Ганнибал перешел Альпы. Наиболее популярны следующие варианты:
- Перевал Малый Сен-Бернар
- Коль-де-Клапье (Col de Clapier)
- Коль-де-ла-Траверсе
- Коль де Монтженевр (Col de Montgenèvre)
- Проход вблизи Mont Cenis

Версию о перевале Коль-де-Клапье выдвинул историк Джон Фрэнсис Лэзенби (John Francis Lazenby), версию Малого Сен-Бернара поддерживал Теодор Додж.
По мнению британского историка Питера Конноли, который лично прошёл все альпийские перевалы и ориентировался на описание местности по Полибию и Титу Ливию, единственным подходящим под все описания перехода Ганнибала, является перевал Коль де Монтженевр.

## Спуск в Италию
Южные склоны Альп намного круче северных. Кроме того, из-за дневного таяния снега здесь часто возникает гололедица. Всё это привело к тому, что много солдат и животных сорвалось в пропасти и погибло.
В одном месте путь армии преградил оползень, разрушивший тропу на протяжении около 300 метров. Пришлось разбить лагерь и начать пробивать дорогу через завал. Как только путь был расчищен, Ганнибал отправил конницу и вьючных животных вниз до уровня альпийских пастбищ (примерно на 2 км вершины Альп), где лошади и мулы могли пастись и восстановить силы. Основная часть армии продолжала расширять тропу так, чтобы по ней могли пройти оставшиеся в живых слоны, которые от бескормицы едва могли идти. Эта работа продолжалась три дня. Когда вся армия, наконец, собралась ниже линии снегов (вблизи современного города Ивреа) Ганнибал приказал разбить лагерь. Переход через Альпы был завершён.